# Reteporella defensa
Reteporella defensa är en mossdjursart som beskrevs av Gordon och Jean-Loup d'Hondt 1997. Reteporella defensa ingår i släktet Reteporella och familjen Phidoloporidae. Inga underarter finns listade i Catalogue of Life.